# Label Distribution Protocol

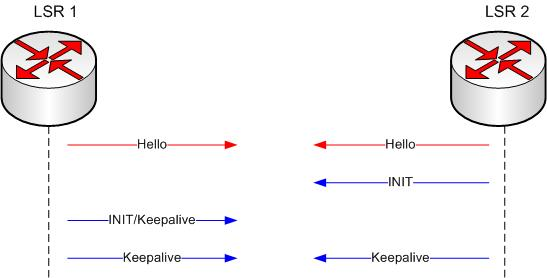
Schéma de l'établissement d'une session LDP.

Label Distribution Protocol (ou LDP) est un protocole standardisé pour l'échange d'information sur les étiquettes (labels ou tags) entre routeurs MPLS. Il est normalisé dans le RFC 5036.